# Едуардо Ріканьї
Едуардо Ріканьї (ісп. Eduardo Ricagni, нар. 29 квітня 1926, Буенос-Айрес) — аргентинський і італійський футболіст, що грав на позиціях півзахисника і нападника за низку аргентинських та італійських клубних команд, а також національну збірну Італії.

## Клубна кар'єра
Народився 29 квітня 1926 року в місті Буенос-Айрес. Вихованець футбольної школи клубу «Платенсе» (Вісенте-Лопес). Дорослу футбольну кар'єру розпочав 1944 року в основній команді того ж клубу, в якій провів три сезони, взявши участь у 35 матчах чемпіонату.
Своєю грою за цю команду привернув увагу представників тренерського штабу клубу «Бока Хуніорс», до складу якого приєднався 1947 року. Відіграв за команду з Буенос-Айреса наступні два сезони своєї ігрової кар'єри. Більшість часу, проведеного у складі «Бока Хуніорс», був основним гравцем команди і одним із її головних бомбардирів команди, маючи середню результативність на рівні 0,41 гола за гру першості.
Згодом з 1949 по 1953 рік грав у складі команд «Чакаріта Хуніорс» та «Уракан». У складі останньої команди 1952 року став найкращим бомбардиром аргентинської першості, забивши 28 голів.
1953 року перебрався до Європи, ставши гравцем італійського «Ювентуса». У першому ж сезоні у новій команді став її найкращим бомбардиром, 17 разів вразивши ворота суперників у 24 іграх Серії A.
Перед початком сезону 1954/55 забивний гравець перейшов до «Мілана», де вже не демонстрував високої результативності, проте допоміг команді у першому ж сезоні після переходу вибороти титул чемпіона Італії. Загалом відіграв за «россонері» два сезони.
Згодом два роки провів у «Торіно», звідки був відданий в оренду до «Дженоа», за яку взяв участь лише в одній грі на Кубок Італії, після чого перейшов до «Катанії». Завершив ігрову кар'єру в цій друголіговій команді по завершенні сезону 1958/59.

## Виступи за збірну
Маючи італійське походження, після переїзду до Італії отримав громадянство цієї країни. Наприкінці 1953 року дебютував в офіційних матчах у складі національної збірної Італії грою на Кубок Центральної Європи 1948—1953 проти збірної Чехословаччини, в якій став автором одного з трьох м'ячів італійців.
Протягом наступних двох років ще двічі виходив на поле в іграх національної команди Італії, в яких ще одного разу відзначився забитим голом.

## Статистика виступів

### Статистика клубних виступів в Італії
| Сезон              | Команда            | Чемпіонат          | Чемпіонат | Чемпіонат | Національний кубок | Національний кубок | Національний кубок | Континентальні кубки | Континентальні кубки | Континентальні кубки | Усього | Усього |
| Сезон              | Команда            | Ліга               | Ігор      | Голів     | Ліга               | Ігор               | Голів              | Ліга                 | Ігор                 | Голів                | Ігор   | Голів  |
| ------------------ | ------------------ | ------------------ | --------- | --------- | ------------------ | ------------------ | ------------------ | -------------------- | -------------------- | -------------------- | ------ | ------ |
| 1953–54            | «Ювентус»          | A                  | 24        | 17        | -                  | -                  | -                  | -                    | -                    | -                    | 24     | 17     |
| 1954–55            | «Мілан»            | A                  | 26        | 6         | -                  | -                  | -                  | ЛК                   | 2                    | 1                    | 28     | 7      |
| 1955–56            | «Мілан»            | A                  | 17        | 5         | -                  | -                  | -                  | КЧ                   | 3                    | 2                    | 20     | 7      |
| Усього за «Мілан»  | Усього за «Мілан»  | Усього за «Мілан»  | 43        | 11        |                    | -                  | -                  |                      | 5                    | 3                    | 48     | 14     |
| 1956–57            | «Торіно»           | A                  | 31        | 5         | -                  | -                  | -                  | -                    | -                    | -                    | 31     | 5      |
| 1957-черв. 1958    | «Торіно»           | A                  | 14        | 4         | КІ                 | 0                  | 0                  | -                    | -                    | -                    | 14     | 4      |
| Усього за «Торіно» | Усього за «Торіно» | Усього за «Торіно» | 45        | 9         |                    | 0                  | 0                  |                      | -                    | -                    | 45     | 9      |
| черв. 1958         | «Дженоа»           | A                  | 0         | 0         | КІ                 | 1                  | 0                  | -                    | -                    | -                    | 1      | 0      |
| 1958–59            | «Катанія»          | B                  | 28        | 2         | КІ                 | 1                  | 0                  | -                    | -                    | -                    | 29     | 2      |
| Усього за кар'єру  | Усього за кар'єру  | Усього за кар'єру  | 140       | 39        |                    | 2                  | -                  |                      | 5                    | 3                    | 147    | 42     |

### Статистика виступів за збірну
| Дата       | Місто | Господарі | Результат | Гості          | Турнір                             | Голи | Примітки |
| ---------- | ----- | --------- | --------- | -------------- | ---------------------------------- | ---- | -------- |
| 13-12-1953 | Генуя | Італія    | 3 – 0     | Чехословаччина | Кубок Центральної Європи 1948—1953 | 1    |          |
| 24-1-1954  | Мілан | Італія    | 5 – 1     | Єгипет         | Відбір до ЧС 1954                  | 1    |          |
| 16-1-1955  | Барі  | Італія    | 1 – 0     | Бельгія        | товариський матч                   | -    |          |
| Усього     |       | Матчів    | 3         |                | Голів                              | 2    |          |

## Титули і досягнення
- Чемпіон Італії (1):

«Мілан»: 1954-1955
- Найкращий бомбардир чемпіонату Аргентини (1):

1952 (28 голів)